# El Aguila, Chihuahua
El Aguila är en ort i Mexiko.   Den ligger i kommunen Jiménez och delstaten Chihuahua, i den centrala delen av landet, 1 100 km nordväst om huvudstaden Mexico City. El Aguila ligger 1 302 meter över havet och antalet invånare är 191.
Terrängen runt El Aguila är huvudsakligen platt, men österut är den kuperad. Runt El Aguila är det mycket glesbefolkat, med 3 invånare per kvadratkilometer. Närmaste större samhälle är Torreoncitos, 13,6 km sydost om El Aguila. Omgivningarna runt El Aguila är i huvudsak ett öppet busklandskap.